# Falmouth Harbour
Falmouth Harbour är en vik i Antigua och Barbuda.   Den ligger i parishen Parish of Saint Paul, i den centrala delen av landet, 14 kilometer sydost om huvudstaden Saint John's. Falmouth Harbour ligger på ön Antigua.